# Sid Hammerback
Sid Hammerback is een personage uit de televisieserie CSI: NY. Hij wordt gespeeld door Robert Joy.
Hammerback is een New Yorkse lijkschouwer, die ook wel bekendstaat als een "off-the-charts genius". Hij verruilde recentelijk een carrière als chef-kok voor dat van lijkschouwer. Hij heeft de gewoonte te veel te praten en te veel informatie te delen met anderen, en heeft commentaar op ongewoon gedrag zoals triootjes en necrofilie, tot ongemak van voormalig lijkschouwer Sheldon Hawkes. Ondanks zijn soms excentrieke gedrag geeft Hammerback veel om zijn collega's. Hij nodigde Mac Taylor een keer uit voor het Thanksgivingdiner van zijn familie zodat de CSI’er niet nog een feestdag alleen hoefde door te brengen. Hij kent Mac, Hawkes en Peyton Driscoll al geruime tijd en heeft vermoedelijk al enige jaren met hen gewerkt voordat hij in de serie verscheen (aflevering 307, "Murder Sings the Blues," et al.).
Hammerback stierf eenmaal bijna aan een heftige allergische reactie op een gehaktbalsandwich die hij at in aflevering 317 ("The Ride In"). Hij werd op het nippertje gered door de tijdige tussenkomst van Stella Bonasera, die kunstmatige ademhaling, reanimatie en een adrenaline-injectie uit haar EHBO doos toediende. Toen Stella bekendmaakte bang te zijn hem zo te hebben blootgesteld aan hiv (waar ze zelf vermoedelijk mee besmet is), troostte hij haar met de woorden dat hij zich meer zorgen maakte om haar emotionele welzijn.
Hammerback is getrouwd en heeft twee dochters, waarvan een op de leeftijd dat ze naar de hogere school gaat (aflevering 302, "Not What It Looks Like," aflevering 317, "The Ride In"). Sid is eenmaal gescheiden (aflevering 304, "Hung Out to Dry"), en is tijdens een feestje eenmaal dermate dronken geworden dat hij van de trap viel. Naar eigen zeggen voelde hij niets.